# Calais (Maine)
Calais es una ciudad ubicada en el condado de Washington en el estado estadounidense de Maine. En el Censo de 2010 tenía una población de 3.123 habitantes y una densidad poblacional de 30,06 personas por km².

## Geografía
Calais se encuentra ubicada en las coordenadas 45°9′1″N 67°14′21″O / 45.15028, -67.23917. Según la Oficina del Censo de los Estados Unidos, Calais tiene una superficie total de 103.88 km², de la cual 88.9 km² corresponden a tierra firme y (14.42%) 14.98 km² es agua.

## Demografía
Según el censo de 2010, había 3.123 personas residiendo en Calais. La densidad de población era de 30,06 hab./km². De los 3.123 habitantes, Calais estaba compuesto por el 95.45% blancos, el 0.54% eran afroamericanos, el 1.28% eran amerindios, el 0.61% eran asiáticos, el 0% eran isleños del Pacífico, el 0.42% eran de otras razas y el 1.7% pertenecían a dos o más razas. Del total de la población el 1.44% eran hispanos o latinos de cualquier raza.